# محمدحسین یگانه
محمدحسین یگانه (زادهٔ ۱۲۹۷ داغیان، قوچان - درگذشته ۱۳۷۱) نوازندهٔ و سازنده دوتار اهل ایران بود. از ابتکارات یگانه می‌توان به ترجمهٔ منظوم متون ترکی برخی از منظومه‌ها همچون زهره و طاهر و ابراهیم ادهم به زبان فارسی اشاره کرد.

## زندگی
محمدحسین یگانه در روستای داغیان از توابع شهرستان قوچان متولد شد. او تحصیلات ابتدایی را در مکتبخانه گذراند و دیپلم نظام قدیم را در همان روستا گرفت. یگانه در کنار کار کشاورزی به آرایشگری و طبابت سنتی نیز می‌پرداخت. او در جوانی روستا را ترک کرد و ۷ سال در تیتکانلو به سر برد. در آن زمان، با دوتار آشنایی مختصری داشت و به سبک قدیم دوتار می‌نواخت. عوض‌محمد و خان‌محمد بخشی نخستین استادانش بودند. بعد از شهریور ۱۳۲۰، نزد محمد جوزانی که سرآمد دوتارنوازان منطقه بود، به یادگیری دوتار پرداخت.
یگانه همچنین صدای گرم و رسایی داشت و در کارهای نمایشگری مثل شبیه‌خوانی، هیاتهای مذهبی و… شرکت می‌کرد. او با هنر نقالی هم آشنایی کامل داشت و شاهنامهٔ فردوسی را بخوبی می‌خواند. وی از جمله بخشی‌های معروف شمال خراسان بود. یگانه به ترکی، کردی و فارسی آواز می‌خواند و روایتگری میکرد. وی در ۲۹ تیرماه سال ۱۳۷۱ درگذشت. او نواختن دوتار را به بچه‌های خود نیز آموخته‌است، تا این سنت در میان خانواده از بین نرود. از فرزندان او استاد محمد یگانه (نوازنده دوتار)‌ ، موسی‌الرضا و حمیدرضا هم چنین از شاگردان ایشان استاد سعید طهرانی‌زاده و استاد علی غلامرضایی و سید حسن خلیق این هنر را دنبال کردند.